# ریگلسبرگ
ریگلسبرگ (به آلمانی: Riegelsberg) یک شهر در آلمان است که در زارلاند واقع شده‌است.

## خصوصیات
ریگلسبرگ ۱۴٫۷۰ کیلومترمربع مساحت دارد و ۳۳۷ متر بالاتر از سطح دریا واقع شده‌است.